# 法尔什维莱尔
法尔什维莱尔（法語：Farschviller，法語發音：[faʁʃvilɛʁ]；洛林法兰克语：Faarschwiller）是法国摩泽尔省的一个市镇，属于福尔巴克-布莱摩泽尔区。

## 地理
法尔什维莱尔（49°5'36"N, 6°53'39"E）面积11.25 平方千米，位于法国大東部大區摩泽尔省，该省份为法国东北部内陆省份，是洛林的一部分，西南接默尔特-摩泽尔省，东临下莱茵省，北与卢森堡和德国接壤。
与法尔什维莱尔接壤的市镇（或旧市镇、城区）包括：卡佩勒、迪布兰、法雷贝斯维莱尔、亨利维尔、卢佩尔舒斯、桑布斯、泰丹。

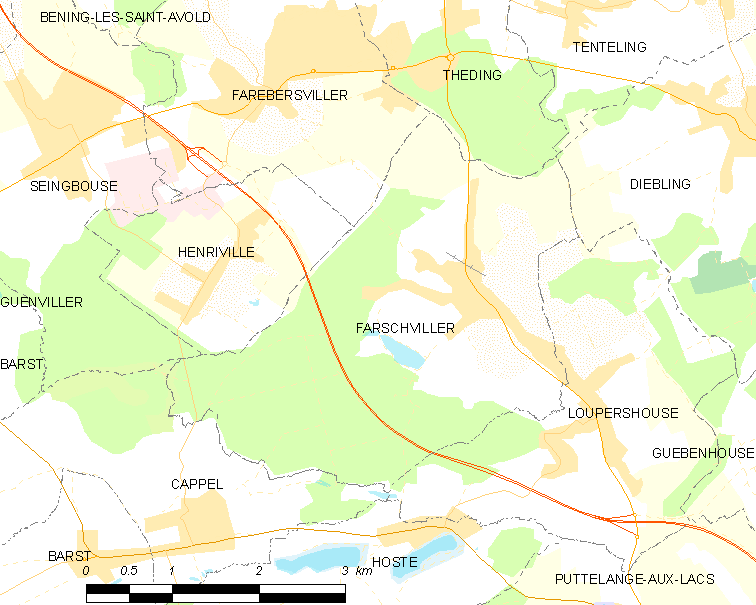
法尔什维莱尔的OSM定位图

法尔什维莱尔的时区为UTC+01:00、UTC+02:00（夏令时）。

## 行政
法尔什维莱尔的邮政编码为57450，INSEE市镇编码为57208。

## 政治
法尔什维莱尔所属的省级选区为斯蒂兰旺代勒县。

## 人口

1962-2008年间法尔什维莱尔人口变化图示

法尔什维莱尔于2022年1月1日时的人口数量为1325人。